# Vissefjärda församling
Vissefjärda församling är en församling i Emmaboda pastorat i Stranda-Möre kontrakt i Växjö stift inom Svenska kyrkan och ligger i Emmaboda kommun. 
Församlingskyrka är Vissefjärda kyrka.

## Administrativ historik
Församlingen har medeltida ursprung.
Emmaboda församling bröts ut ur denna församling 1939, som församlingen då också bildade pastorat med från att tidigare varit ett eget pastorat. 1962 blev denna församling återigen ett eget pastorat. Från 2010 ingår församlingen i Emmaboda pastorat.

## Series pastorum
| Ämbetstid              | Namn                        | Levnadstid             |
| (1529)                 | Sune                        |                        |
| (1547)                 | Peder                       |                        |
| (1555)–(1558)          | Jöns                        |                        |
| 1559–1565              | Ericus Laurentii            | d. 1602                |
| 1565–1568              | Petrus Sunonis              | d. 1622                |
| 1569–1572              | Giord Gudmundi              |                        |
| 1572–1619              | Jonas Jonæ                  | omkr. 1530–1620        |
| 1619–1639 (1640)       | Johannes Simonis            | d. 1640                |
| (1639)                 | Johannes Svenonis           |                        |
| 1641–1658              | Nicolaus Petri (Nils Bock)  | d. 1658                |
| 1660–1690              | Erasmus Göransson Swebilius | 1628–1690              |
| 1690–1711              | Nils Swebilius              | 1665–1711              |
| 1712–1728              | Brynolph Kinnerus           | 1674–1728              |
| 1729–1739              | Carl Bechstadius            | 1690–1739              |
| 1740–1767              | Johan Wimmerstedt           | 1706–1767              |
| 1769–1784              | Aron Törngren               | 1718–1784              |
| 1785–1810              | Daniel Montelius            | 1739–1810              |
| 1812–1830              | Paulus Runkrantz            | 1755–1830              |
| 1832–1848              | Johan Gustaf Uddenberg      | 1768–1848              |
| 1851–1868              | Pehr Engström               | 1790–1868              |
| 1870–1880              | Herman Theophilus Ringberg  | 1822–1890              |
| 1881–1905              | Nils Fredrik Wahlström      | 1820–1905              |
| 1907–1915              | Otto Rudolf Hoflund         | 1852–1925              |
| 1915–1944              | Arnold Thörn                | 1868–(åtminstone 1948) |
| 1944–(åtminstone 1948) | Anders Gunnar Gardar        | 1899–(åtminstone 1948) |

## Klockare och organister
| Ämbetstid | Namn             | Levnadstid | Övrigt                |
| --------- | ---------------- | ---------- | --------------------- |
| 1744-1752 | Langelius        |            | Klockare              |
| 1776-1783 | Johan Lindell    |            | Klockare              |
| 1784-1793 | Johan Bokelund   |            | Organist och klockare |
| 1794-1818 | Elias Tahlberg   | 1767-      | Organist och klockare |
| 1831-1879 | Gustaf Petersson | 1794-1879  | Organist              |
| 1883-1894 | August Palm      | 1835-      | Organist och klockare |